# Chiunque tu sia
Chiunque tu sia è uno sceneggiato televisivo italiano del 1977 con la regia di Mario Foglietti.

## Descrizione
Si tratta di una Miniserie televisiva composta di tre puntate, trasmesse in prima visione nel novembre del 1977. Gli interpreti principali furono Giuseppe Pambieri e Grazia Maria Spina.

## Trama
La miniserie segue le indagini dell’ingegner Stefano Mascardi, giunto a Napoli per lavorare negli stabilimenti della famiglia Doumenec. Qui entra in contatto con Rita, moglie di Junio Doumenec, primogenito dell’industriale Alfredo Doumenec. Tra Stefano e Rita nasce una certa complicità, che si incrina quando Stefano scopre il coinvolgimento di Rita in attività illecite, tra cui la sottrazione di una formula industriale insieme a un uomo senza scrupoli, il signor Detoledo. Dopo l’omicidio di Detoledo, Stefano riceve una misteriosa telefonata che lo conduce sul luogo del delitto, dove viene trovata una fotografia raffigurante tre donne, tra cui Rita Doumenec. Nel corso della miniserie emerge un colpo di scena: Stefano Mascardi viene rivelato come una spia, complicando le motivazioni e i rapporti tra i personaggi e lasciando aperti interrogativi sulla verità e sull’inganno.